# Porsche 356/1
La Porsche Sport 356/1 Roadster est le premier véhicule créé par Ferry Porsche et construit sous la marque Porsche. C'est un prototype qui utilise de très nombreux éléments de base de la Volkswagen Coccinelle, châssis acier, moteur fonte, boîte de vitesses, suspensions et direction notamment, éléments conçus par Ferdinand Porsche pour la VW Coccinelle type 1 de 1938.

## Histoire

### Contexte
Après avoir fondé Lohner-Porsche en 1897, puis dirigé Daimler-Mercedes-Benz dans les années 1920, Ferdinand Porsche fonde sa société bureau d'études Porsche (Porsche Büro) à Stuttgart en 1931, avec son fils Ferry Porsche, pour concevoir entre autres des voitures pour Auto Union (futures Audi) dont les mythiques Flèches d'Argent détentrices de nombreuses victoires internationales en compétition. Ils fondent Volkswagen en 1937, pour industrialiser leur Volkswagen Coccinelle (à base de prototypes Porsche Type 12 (1931), Type 32, et Type 60) et conçoivent leur prototype de voiture de sport Porsche Type 64 (1938), mais la réquisition de l'industrie allemande pour l'effort de guerre durant la Seconde Guerre mondiale suspend leur projet.

Porsche Type 64 et 356/1 Roadster au Porsche Museum de Stuttgart
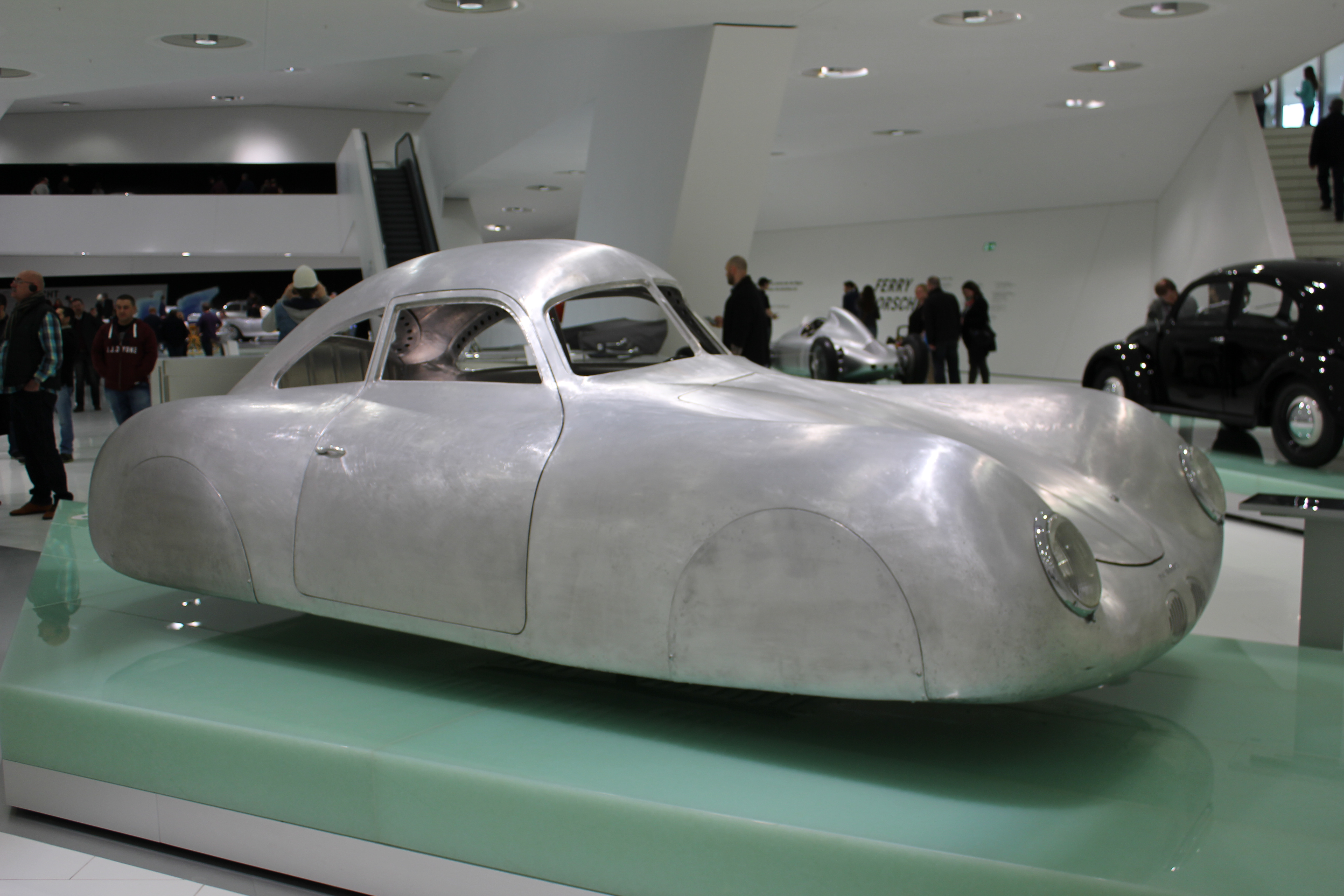
Porsche Type 64 (1938).
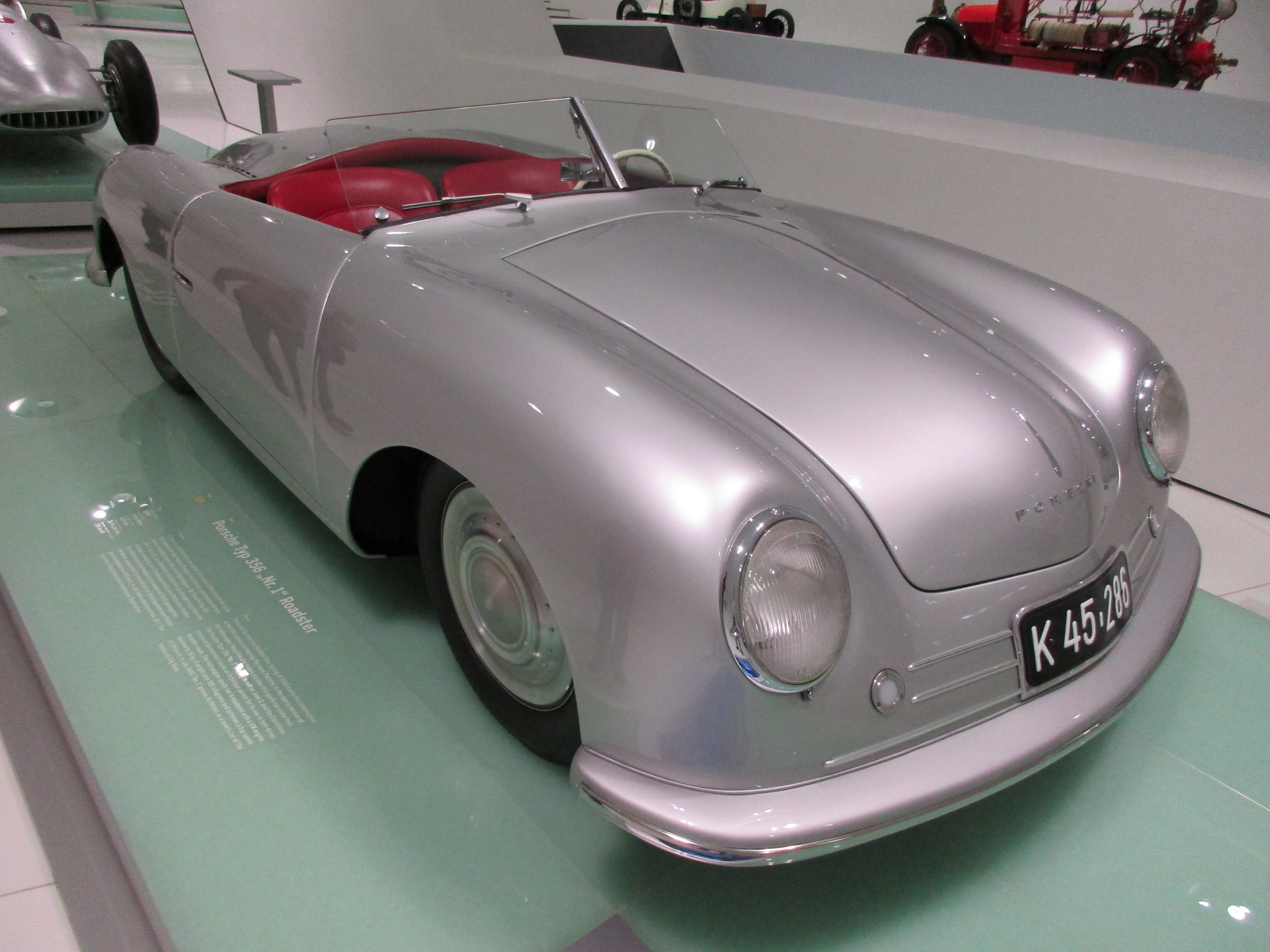
Porsche 356/1 Roadster (1948).
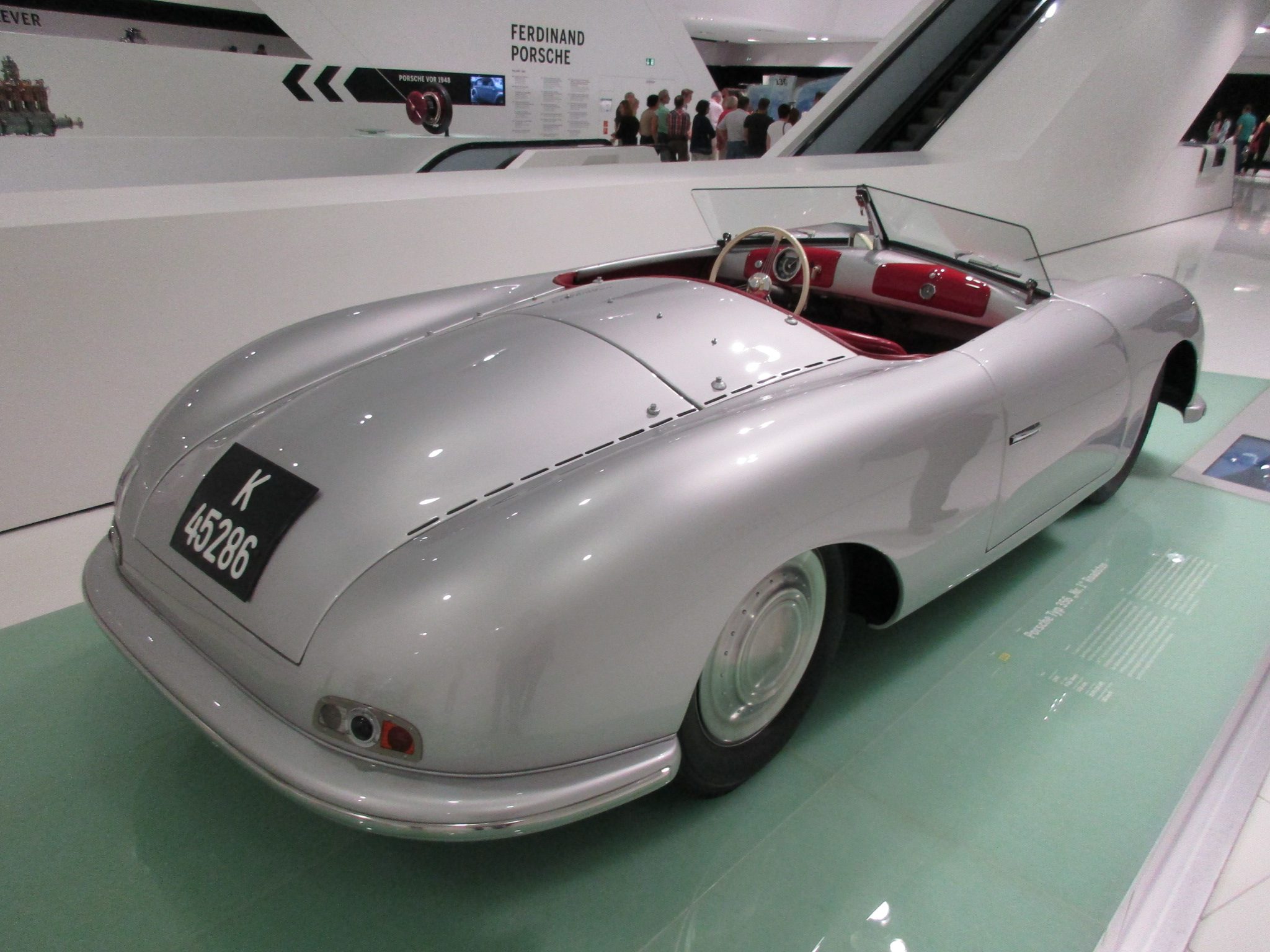

### L'après guerre
Ferry Porsche succède à son père en 1945 et veut terminer le projet « 356 » avec le prototype Sport 356/1 Roadster en 1948. Les documents de l'époque rapportent que les travaux sur ce prototype ont commencé le 17 juillet 1947 à l'atelier de Gmünd où le bureau d'études avait été délocalisé en raison des raids aériens sur Stuttgart. Le financement ultérieur de ce projet a eu lieu à partir de 1949 à partir d'un contrat avec le directeur général de VW de l'époque, Heinrich Nordhoff. L'accord a garanti à Ferdinand Porsche une redevance de cinq marks par VW Coccinelle produite (soit environ 0,1 % du prix de vente brut). La majorité des composants mécaniques du prototype provenaient de la VW Coccinelle.

## Le prototype Porsche 356/1 Roadster
Le châssis de la Coccinelle comprenait un cadre en tubes d'acier sur lequel les essieux avant et arrière de la Coccinelle étaient simplement fixés. Sur ce cadre, Ferry Porsche avait voulu une carrosserie en aluminium formée à la main sur des moules en bois. La voiture avait un CX (coefficient de traînée) de 0,462.
Le moteur boxer quatre cylindres refroidi par air de la Coccinelle d'une cylindrée de 1.131 cm3 développait, à l'origine, une puissance de 25 ch (18,4 kW) à 3.300 tr/min, la boîte de vitesses à quatre rapports non synchronisés et les essieux provenaient également de la VW Coccinelle. Pour pallier le trop faible rendement du moteur de base, la puissance du moteur a été portée à 35 ch (26 kW) à 4.000 tr/min, et le couple est ainsi passé de 67 Nm à 2.000 tr/min à 69 Nm à 2.600 tr/min. Une puissance de 40 ch aurait été possible avec l'utilisation de deux carburateurs au lieu d'un seul mais aucun spécialiste allemand ne maîtrisait cette technologie d'origine italienne.
Le roadster pesait, en ordre de marche, 585 kg  et pouvait atteindre une vitesse de 135 km/h ou 140 km/h avec le siège passager recouvert. Comme d'habitude à l'époque, le véhicule était équipé de quatre freins à tambours.
Lorsque après les 22 mois passés dans les prisons françaises, Ferdinand Porsche a pu évaluer le premier véhicule portant son nom, produit dans l'usine autrichienne de Gmünd sous la direction de son fils Ferry, il a trouvé le résultat satisfaisant.
Plus tard, la voiture a été vendue pour 7.000 FS (francs suisses) au concessionnaire automobile zurichois Rupprecht von Senger, qui la revendit pour 7.500 FS.
En 1953, Porsche rachètera le prototype Sport 356/1 Roadster. Le véhicule se trouve actuellement au Musée Porsche de Zuffenhausen (Stuttgart).